# Tischlerei Wilkerling
Die Tischlerei Wilkerling (offizielle Firmierung Hans-Georg Bromboszcz Tischlerei) ist eine Tischlerei in Ditfurt.

## Unternehmensgeschichte
Das Unternehmen wurde 1976 gegründet und ist derzeit inhabergeführt. Im Jahre 2015 konnte das Unternehmen gleich für zwei Projekte unabhängig voneinander einen ersten Preis im Bundespreis für Handwerk in der Denkmalpflege erlangen. Die Projekte wurden gemeinsam mit dem Qbatur Planungsbüro durchgeführt.

## Preise und Auszeichnungen
- 2015: Bundespreis für Handwerk in der Denkmalpflege, Stephanikirchhof 12 Aschersleben, 1. Preis.[3]
- 2015: Bundespreis für Handwerk in der Denkmalpflege, für das Projekt Pölle 46 Quedlinburg, 1. Preis.[3]